# پیرانا ۲: تخم‌ریزی
پیرانا ۲: تخم ریزی (به انگلیسی Piranha II: The Spawning) عنوان فیلمی آمریکایی در ژانر وحشت به کارگردانی جیمز کامرون که در سال ۱۹۸۱ اکران عمومی شد. این فیلم اولین فیلم سینمایی جیمز کامرون به عنوان کارگردان حساب می‌آید. پیرانا ۲: تخم ریزی دنباله پیرانا (فیلم) محصول سال ۱۹۷۸ به کارگردانی جو دانته می‌باشد.